# Mirtha Dermisache
Mirtha Dermisache, née le 21 février 1940 à Buenos Aires et morte dans la même ville le 5 janvier 2012, est une artiste argentine, célèbre pour son travail sur les graphies illisibles.

## Œuvre
Mirtha Dermisache étudie à l'école nationale des Beaux-arts Manuel Belgrano et Prilidiano Pueyrredón. Sa carrière commence dans les années 1960 avec la publication de Libro N° 1 en 1967.

De 1971 à 1974, elle engage une correspondance avec Roland Barthes, à qui elle fait parvenir un de ses carnets de dessin. Dans une lettre datée du 28 mars 1971, il décrira son travail en ces termes :
« Vous avez su produire un certain nombre de formes, ni figuratives ni abstraites, que l'on pourrait ranger sous le nom d'écriture illisible — ce qui revient à proposer à vos lecteurs […] l'idée, l'essence de l'écriture. »
 Cette lettre fut une reconnaissance de son travail qui la marqua profondément.
Les œuvres de Mirtha Dermisache reprennent les codes graphiques traditionnellement en usage dans l'édition et la littérature mais procèdent chacun d'un geste d'écriture, d'un travail graphique différent. Leur format même en est le signe, reprenant celui de lettres, de textes, d'articles, de reportages, de cartes postales, de livres, de carnets de notes ou de journaux, : ils renvoient à des techniques de reproduction et des canaux de diffusion précis. Ces format en sont le seul élément de lisibilité et donnent leur titre aux œuvres,. Un tel usage de formats clairement identifiable explique la volonté de l'artiste de large diffusion de ces œuvres,. 
La diffusion de son œuvre est soumise à des exigences précises (ce qui l'amena à refuser certaines offres de publication qui ne les respectaient pas). Elles ne sont pas conçues pour être accrochées ou exposées mais pour être rendues public : être publiées. Florent Fajole détail en ces termes : « Une page graphique est ainsi une page exclusive qui ne peut accepter aucun signe concurrent, sous peine d’être intégré lui-même à l’espace de création. Tout complément sémantique (la pagination, les informations éditoriales, etc.) doit donc figurer ailleurs ; ce qui suppose de penser à une multiplicité d’espaces constituant un même objet éditorial. » 
L'illisibilité des écrits produits par l'artiste peut être comprise à la lumière du contexte politique répressif dans lequel elle vécut. À ce titre, son œuvre Diario N°1, Año 1, publiée en 1972, « deviendra dans son pays un emblème de la protestation contre le régime politique oppressif » que constitua la dictature militaire en Argentine de 1976 à 1983.
Son œuvre peut être rapprochée de celle de Christian Dotremont, Henri Michaux, Irma Blank, Carlfriedrich Claus, Guy de Cointet, Hanne Darboven, León Ferrari, Bernard Réquichot, ou Mira Schendel.
La « lecture », véritable deuxième temps de l'œuvre, est envisagé comme acte de pensée et de création. Ainsi le lecteur peut prendre part à la création comme le permettent certains espaces laissés vides, dans le Diario N° 1, Año 1 ou dans la série des Historietas. Il peut aussi la composer lui-même, comme ce fut le cas dans le dispositif éditorial « Mirtha Dermisache, Escrituras] : [Múltiples » de 9 Newsletters & 1 Reportaje.
Au fil de sa carrière artistique, Mirtha Dermisache développe et anime une série d'ateliers de création à destination d'un public adulte. Le but est de participer à ses propres œuvres, ou de créer des œuvres collectives, ainsi que le permit le contexte de l'art contemporain dans lequel se développe les pratiques collaboratives. En plus d'un refus de la langue et de la lecture, dans le geste d'une écriture illisible, la démarche de l'artiste témoigne d'un refus de l'autorité elle-même, par l'effacement de l'artiste derrière son œuvre. C'est ce qui fait affirmer à l'artiste, à la suite de la publication de son premier livre : « c’est un produit, je veux qu’il soit indépendant de ma personne, ».

### Diffusion de son œuvre et expositions
La publication de Libro N° 1, 1969 au CAyC (es) lui permit rencontrer l'éditeur Guy Schraenen, rencontre qui sera déterminante. Il sera le premier à éditer et diffuser son travail en Europe certains de ces travaux à partir de 1975,,.
Mirtha Dermisache a vu son travail exposé à la Fundación Proa (en), au pavillon des Beaux-arts de l'Université catholique argentine, au Musée d'art contemporain de Barcelone et au Centre Pompidou. Une rétrospective de son œuvre eu lieu à titre posthume en 2017, intitulée Porque ¡yo escribo! au Museo de Arte Latinoamericano de Buenos Aires.

### Ouvrages cités
- Roland Barthes, « Lettre à Mirtha Dermisache » dans Luna Park, no 2, avril 1976.
- Guy Schraenen, « Le livre à (ne pas) lire », dans D'une oeuvre à l'autre : le livre d'artiste dans l'art contemporain, Morlanwelz-Mariemont, Musée royal de Mairemont, 1996 (BNF 36960213), p. 67-68
- Florent Fajole, « Éditer et diffuser les publications de Mirtha Dermisache », [s.n.],‎ 2008, [s.p.] (lire en ligne  [PDF])
- Florent Fajole, « Mirtha Dermisache : L’écriture autre, à elle-même », Cuadernos, Centro de Estudios en Diseño y Comunicación, no 75,‎ 2018, p. 83-97 (ISSN 1668-0227, lire en ligne  [PDF])